# 素拉剎站
素拉剎站位於泰國首都曼谷挽叻縣，素拉剎路與沙吞路交界，為曼谷BTS（高架電車）是隆線上的一座車站，車站編號為S5。此站位於舊城區，附近大使館及飯店林立。

## 鄰近地點
- 泰國易三倉大學（Assumption University of Thailand）
- 聖類斯護理學院
- 緬甸大使館
- 梵蒂岡大使館
- 泰國消費者委員會

## 外部連結
- 曼谷集體運輸系統（架空電車）的官方網站